# Чапаевка (Новоорский район)
Чапа́евка — село в Новоорском районе Оренбургской области России. Административный центр и единственный населённый пункт Чапаевского сельсовета.

## География
Село находится в восточной части Оренбургской области, в степной зоне, при автодороге Новоорск — Караганка — Карабутак, на берегах реки Баузда, на расстоянии примерно 9 км (по прямой) к востоку от посёлка Новоорск, административного центра района. Абсолютная высота — 257 м над уровнем моря.
Климат
Климат характеризуется как резко континентальный, засушливый, с морозной зимой и жарким летом. Среднегодовая температура воздуха составляет 1,5 — 2 °C Средняя температура воздуха самого тёплого месяца (июля) — 21 °C (абсолютный максимум — 41 °C); самого холодного (января) — −17 °C (абсолютный минимум — −42 °C). Безморозный период длится в течение 130 −145 дней. Среднегодовое количество атмосферных осадков составляет 300—350 мм. Снежный покров держится в среднем около 130—145 дней в году.
Часовой пояс
Село Чапаевка, как и вся Оренбургская область, находится в часовой зоне МСК+2. Смещение применяемого времени относительно UTC составляет +5:00.

## Население
| 2010 | 2012 | 2013 | 2014 | 2015 | 2016 | 2017 |
| ---- | ---- | ---- | ---- | ---- | ---- | ---- |
| 884  | ↘869 | ↘829 | ↘802 | ↘800 | ↘780 | ↘753 |
| 2018 | 2019 | 2020 | 2021 |      |      |      |
| ↘729 | ↘681 | ↘644 | ↘621 |      |      |      |

Гендерный состав
По данным Всероссийской переписи населения 2010 года в гендерной структуре населения мужчины составляли 47,3 %, женщины — соответственно 52,7 %.
Национальный состав
Согласно результатам переписи 2002 года, в национальной структуре населения казахи составляли 46 % из 920 чел., русские — 41 %.